# Syntrophobacterales
Syntrophobacterales es un orden de Deltaproteobacteria, muchas de las cuales son bacterias reductoras de sulfato y otras usan la fermentación para obtener energía.
Son anaerobias mesófilas, a veces termófilas. Pueden ser flageladas y habitan en el fondo marino o de agua dulce.